# Joe Cronin
Pour les articles homonymes, voir Cronin.
Joseph Edward Cronin (né le 12 octobre 1906 à San Francisco, Californie, décédé le 7 septembre 1984 à Osterville, Massachusetts) était un joueur américain de baseball qui a évolué au poste d'arrêt-court en Ligue majeure de baseball pendant 20 saisons. Il a été le manager des Washington Senators et des Red Sox de Boston. Son numéro d'uniforme (4) a été retiré par les Red Sox le 29 mai 1984.

## Palmarès
- Champion de la Ligue américaine : 1946
- 7 sélections pour le match des étoiles de la Ligue majeure de baseball : 1933-1935, 1937-1939, 1941 (7 fois titulaires)